# Clathria eurypa
Clathria eurypa är en svampdjursart som först beskrevs av de Laubenfels 1954.  Clathria eurypa ingår i släktet Clathria och familjen Microcionidae. Inga underarter finns listade i Catalogue of Life.